# Вежбниця (Західнопоморське воєводство)
Вежбниця (пол. Wierzbnica, нім. Werblitz) — село в Польщі, у гміні Мислібуж Мисліборського повіту Західнопоморського воєводства.
Населення — 425 осіб (2011).
У 1975-1998 роках село належало до Гожовського воєводства.

## Демографія
Демографічна структура станом на 31 березня 2011 року:
|          | Загалом | Допрацездатний вік | Працездатний вік | Постпрацездатний вік |
| -------- | ------- | ------------------ | ---------------- | -------------------- |
| Чоловіки | 218     | 48                 | 154              | 16                   |
| Жінки    | 207     | 39                 | 126              | 42                   |
| Разом    | 425     | 87                 | 280              | 58                   |